# Tlemcen
Tlemcen är en stad i nordvästra Algeriet, 110 km sydväst om Oran, och huvudort för provinsen med samma namn. Kommunen hade cirka 140 000 invånare vid folkräkningen 2008. Dess namn kommer av det berbiska ordet tilmisane, "källor".
Tlemcen är ett administrations- och handelscenter mitt i en jordbruksregion som är känd för sina oliv- och fruktodlingar samt vingårdar. läder-, matt- och textilindustrierna i staden exporterar sina varor via hamnen Rashgun. Staden är även känt för sitt högtstående konsthantverk.
Genom sin långa kulturhistoria är Tlemcen ett viktigt centrum för musik och konst, liksom dess textilkonst en rik blandning av arabisk, berbisk och fransk kultur. Med sitt svala klimat är Tlemcen en viktig algerisk turistort med en internationell flygplats. Sedan 1974 har man även ett universitet.
I staden återfinns en rad moskéer, minareter och murar som vittnar om stadens historia som huvudstad i ett medeltida rike. Här finns bland annat Sidi Bel Hassan-moskén från 1296-1297, som nu är ett museum, och de vackra gravmonumenten efter Sidi Bou Mediene, intill moskén, och Houari Boumédiènne, Algeriets andra president.
Tlemcen blev franskt 1842, och var högkvarter för nationalistledaren Ben Bella 1962.